# Ophiopogon peliosanthoides
Ophiopogon peliosanthoides är en sparrisväxtart som beskrevs av Fa Tsuan Wang och Tang. Ophiopogon peliosanthoides ingår i släktet Ophiopogon och familjen sparrisväxter. Inga underarter finns listade i Catalogue of Life.